# عملية فيشراير
عملية فيشراير (بالألمانية: Unternehmen Fischreiher، وتعني البلشون)، عملية عسكرية ألمانية، تُعد امتدادًا للعملية الزرقاء أثناء الغزو الألماني للاتحاد السوڤێتي خلال الحرب العالمية الثانية، وقام بتنفيذها الجيش السادس بقيادة فريدريك پاولوس، مدعومًا بالجيش الرابع پانزر بقيادة هرمان هوث أثناء محاولة عبور القوات الألمانية لنهر الدون في محاولة الوصول لمدينة ستالينگراد على الضفة الغربية لنهر الڤولگا.
تضمّنت الخطة الأوّلية للعملية إنشاء مجموعة الجيوش ب لخط دفاعي بطول نهر الدون في الوقت الذي تتقدم فيه مجموعة الجيوش أ بقيادة فيلهلم لست جنوبًا للسيطرة على حقول البترول في القوقاز، وعلى الرغم من كونها عملية دفاعية في الأساس، تحوّلت عملية فيشراير إلى عملية هجومية بغرض تحقيق الأهداف المرجوّة، خاصة مع الإصرار السوڤێتي الواضح في الدفاع عن مدينة ستالينگراد وعدم فقدانها مهما كلّف الأمر، مما دفع القيادة العسكرية السوڤێتية لتكوين جبهة ستالينگراد في الثاني العشر من يوليو لعام 1942.
أنشئ الجيش السادس أول الخطوط الدفاعية في السابع عشر من أغسطس، بعدها انخرط في حرب شوارع مع العناصر السوڤێتية ليبلغ أقصى تقدّم له في الثامن عشر من نوڤمبر، بعدها ارتد الجيش السادس والجيش الرابع پانزر لمواقع دفاعية بعد انقطاع كل سُبل الاتصال مع مجموعة الجيوش ب إثر هجوم سوڤێتي مفاجئ من تنفيذ الجبهة الجنوبية الغربية بقيادة نيكولاي ڤاتوتين والجبهة الجنوبية الشرقية بقيادة أندرێ يريومينكو انتهت بتطويق القوات الألمانية وعزل الجيش السادس عن باقي مجموعة الجيوش ب، حيث اشتبكتا الجبهتين السوڤێتيتين مع مؤخرة القوات الألمانية عند كالاچ في الثالث والعشرين من نوڤمبر.